# Emil Rittershaus (Dichter)

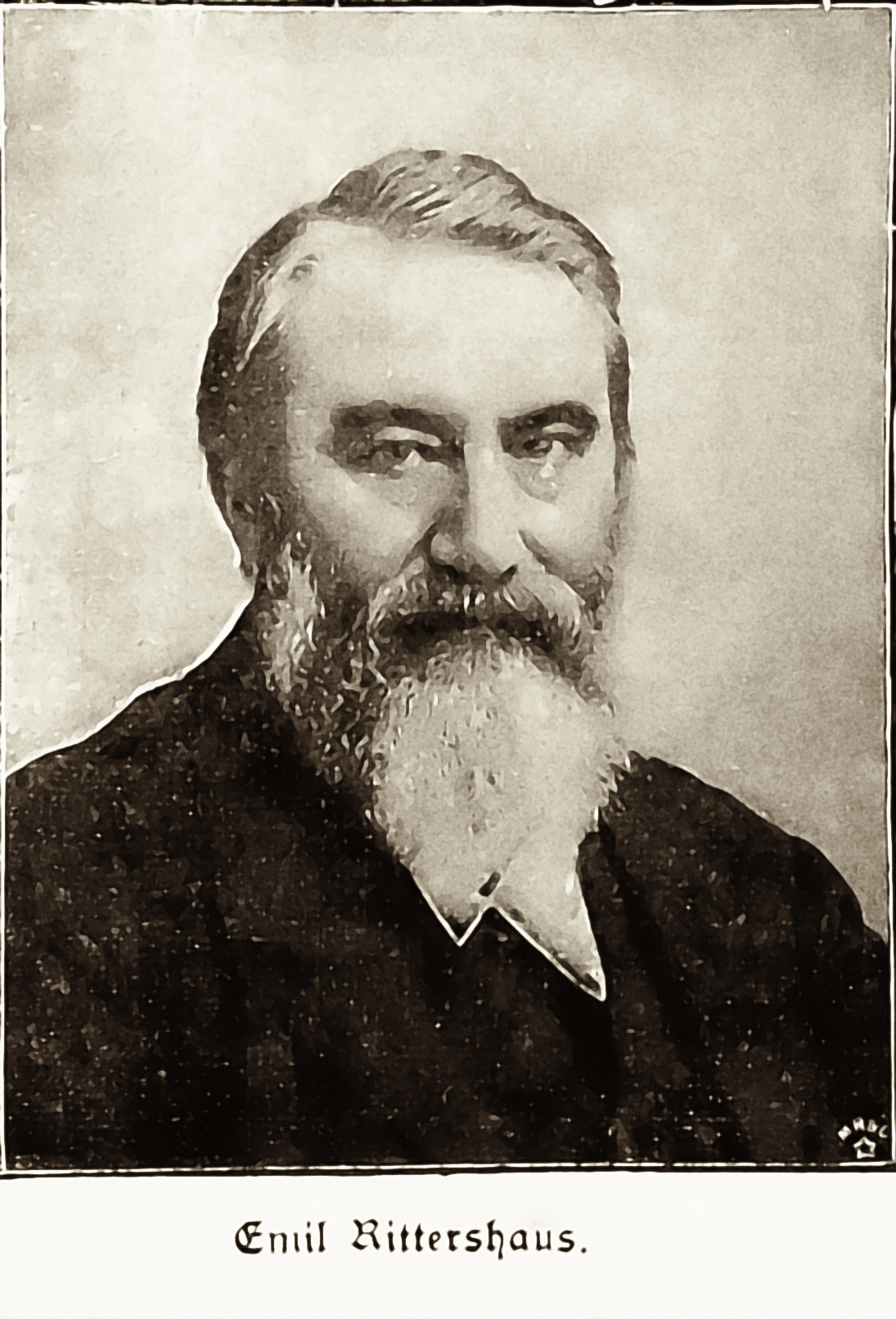
Friedrich Emil Rittershaus

Friedrich Emil Rittershaus, Pseudonym Friedrich Emil Viggo (* 3. April 1834 in Barmen (heute zu Wuppertal); † 8. März 1897 ebenda), war ein deutscher Kaufmann und Dichter. Er verfasste zahlreiche Erzählungen, Gedichte und Romane. Bis heute bekannt ist er vor allem als Verfasser des Westfalenliedes. In den Barmer Anlagen, einem alten Park in Wuppertal-Barmen, steht ein lebensgroßes Rittershaus-Denkmal. Ein weiteres Denkmal steht in Menden an der Stadtgrenze zu Iserlohn an der Stelle, wo Rittershaus zu dem Text des Westfalenliedes inspiriert worden sein soll. Des Weiteren sind in etlichen Orten Straßen und Plätze nach ihm benannt.

## Leben

### Familie
Emil Rittershaus war Sohn des im Bergischen Land zu bürgerlichem Wohlstand gekommenen, evangelischen Bandfabrikanten Friedrich Rittershaus (1803–1885) und dessen Ehefrau Caroline, geborene Graan (1809–1840). Verheiratet war er mit Julie Hedwig Rittershaus, geborene Lucas (1834–1895), Tochter des Inhabers einer Zinn- und Metallgießerei in der Mirke zu Elberfeld. Mit ihr hatte er sieben gemeinsame Kinder: Anna (* 27. Januar 1858), Walther Adolf (* 4. August 1859), Helene Hedwig (* 12. November 1860), Alfred Emil (* 13. Februar 1863), Adele Lina (* 24. Dezember 1864), Hugo Julius (* 8. Mai 1866) und Adeline (* 29. Juli 1867). Helene heiratete später den Bildhauer Fritz Schaper, Adeline wurde als Skandinavistin und Vorkämpferin für das Frauenstudium bekannt.

### Kaufmann
1848 trat Rittershaus eine Lehre im väterlichen Betrieb an. 1856 übernahm er die Metallwarenfabrik seines Schwiegervaters Lucas und baute sie aus. Später gründete und leitete er in Elberfeld (heute zu Wuppertal) seine eigene Firma E. Rittershaus u. Cie., ein Engroshandelsgeschäft für Metallwaren aller Art, als Handelsagentur mit regem Exportgeschäft in die Nachbarländer. Des Weiteren beteiligte er sich an einem Fabrikgeschäft in Barmen, was ihn um sein Vermögen brachte. Nachfolgend übernahm er unter anderem mehrere Generalvertretungen von Versicherungsgesellschaften. 1871 wurde er Mitglied des Verwaltungsrates des Bochumer Vereins.

### Dichter

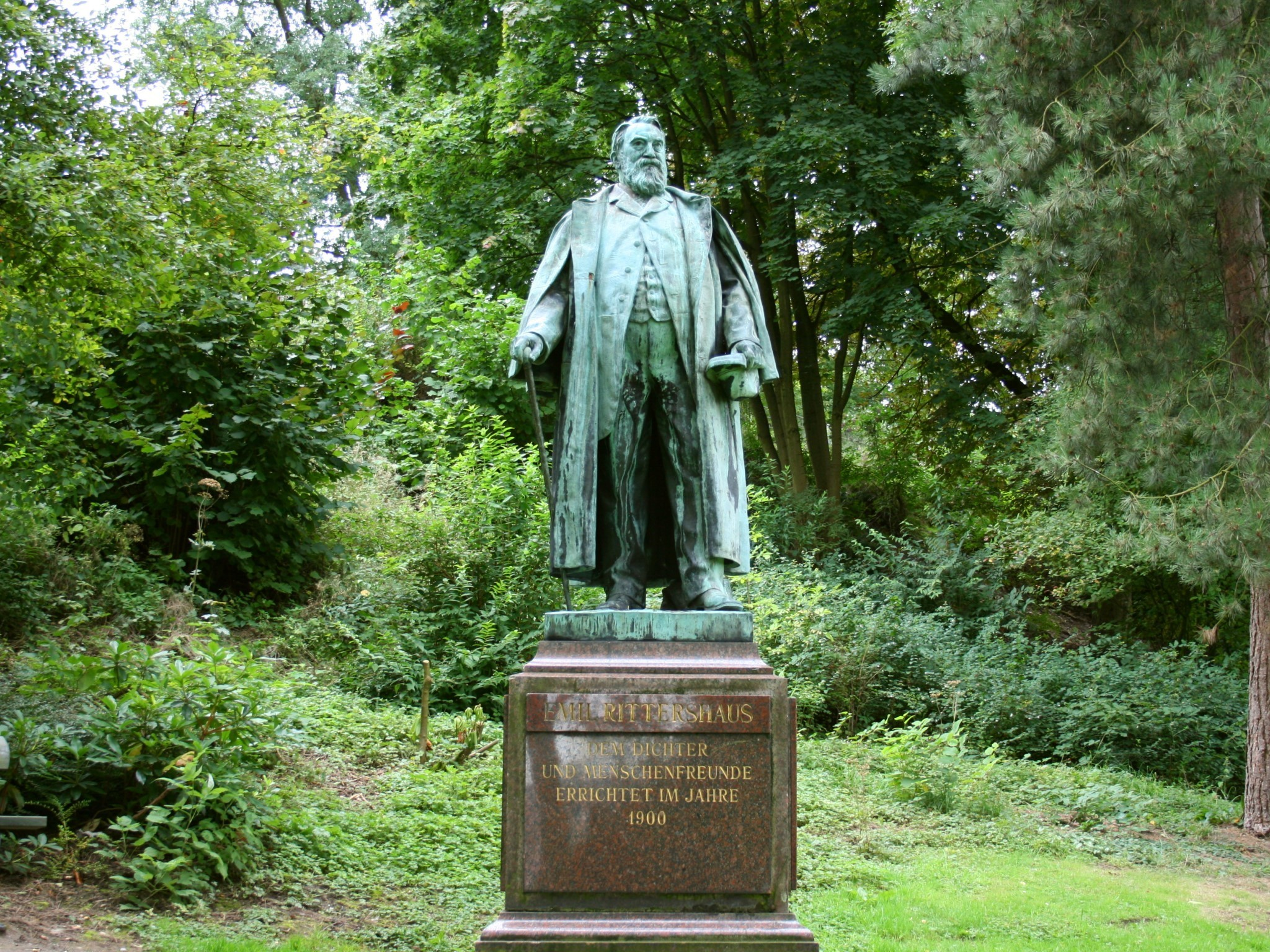
Barmen: Denkmal für Friedrich Emil Rittershaus, geschaffen von Fritz Schaper

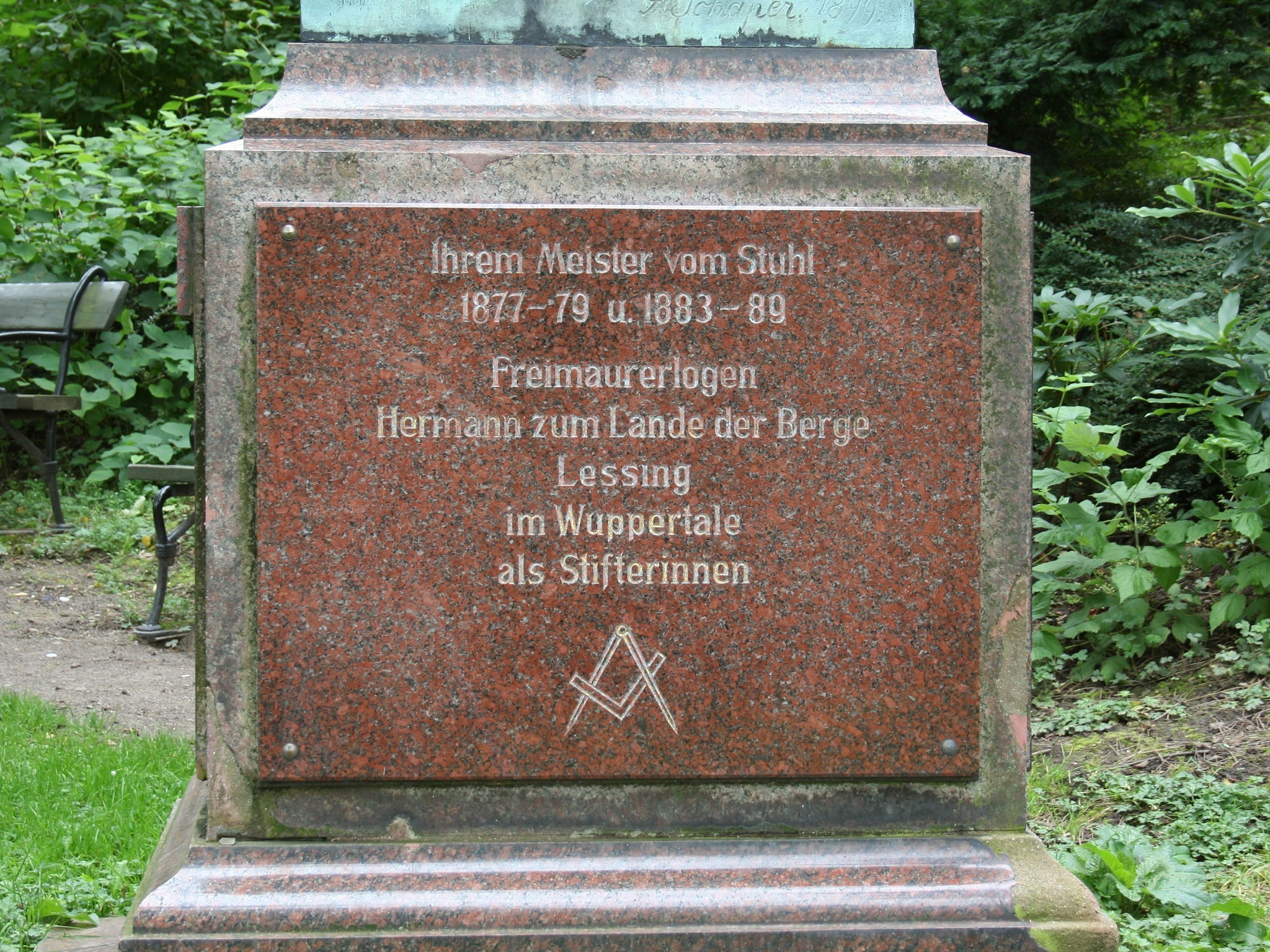
Widmung der Stifter

Obwohl er vor allem im Rahmen seiner kaufmännischen Tätigkeiten viel reiste, unter anderem durch die Niederlande, die Schweiz und Deutschland, blieb Emil Rittershaus zeitlebens sehr seiner Heimatregion verbunden. Mehrfach hat er zudem erklärt, dass ihm die „schöngeistige Arbeit“ bedeutend wichtiger sei als der „schnöde Broterwerb“. Viele seiner Werke widmen sich dem Bergischen Land und dem Rheinland, aber auch Westfalen, insbesondere dem Sauerland. Daher wird er häufig als „Heimatdichter“ bezeichnet. So verfasste er beispielsweise 1868 (vermutlich bei einem Besuch in Iserlohn) das Westfalenlied und am 6. Oktober 1872 zur Einweihung der Rudolfshalle am Hestenberg den Text des im Sauerland bis heute bekannten Plettenberg-Liedes Plettenberg, Dir Lob und Preis.
Unter anderem war Rittershaus mit Ferdinand Freiligrath und Emanuel Geibel befreundet, auch führte er einen längeren Briefwechsel mit Hoffmann von Fallersleben. Um 1875 engagierte er sich für den Bau eines Denkmals zu Ehren von Annette von Droste-Hülshoff in Münster.
Rittershaus verfasste für verschiedene Zeitschriften Theater-, Kunst- und Ausstellungsberichte, Gedichte und sonstige Texte und trat als Rezitator auf. Er schrieb für das Unterhaltungsblatt Über Land und Meer und war über mehrere Jahre hinweg Hauptautor der damals sehr populären Wochenzeitschrift Die Gartenlaube. Dem Erfolg, insbesondere seiner Gartenlaube-Beiträge, verdankte er einen Großteil seiner Bekanntheit im ganzen deutschsprachigen Raum. Als Mitglied des Deutschen Schriftstellerverbandes setzte er sich ab 1894 öffentlichkeitswirksam für eine breite Volksbildung ein, damals eine noch ungewöhnliche Forderung.
Nach seinem Tod erschienen Anfang des 20. Jahrhunderts schließlich einige seiner kritischen gesellschaftspolitischen Texte in der Wiener Zeitschrift Blätter für moderne Weltanschauung. Organ des Vereins „Freier Gedanke“.

### Freimaurer
Emil Rittershaus war Freimaurer-Bruder der Schwelmer Johannisloge Zum Westfälischen Löwen, der er u. a. ein eigenes Lied widmete; zudem hatte er enge Beziehungen zur Bochumer Loge. Belegt ist, dass er am 1. Juli 1877 die neuen Räume der Loge Zur Deutschen Redlichkeit in Iserlohn einweihte. Für die Freimaurer verfasste er Einer wehrt sich, ein „flammendes Gedicht“ gegen den Bannfluch des Papstes Pius IX. Dieser hatte 1864 einen Fluch gegen die Vertreter von Gewissens- und Glaubensfreiheit sowie gegen die Gegner der kirchlichen Gewaltausübung formuliert (Enzyklika Quanta cura und ihr Anhang Syllabus errorum vom 8. Dezember 1864). Bereits 1738 hatte der Papst Clemens XII. einen Bannfluch gegen die Freimaurerei erlassen, der von Pius IX. erneuert wurde.

## Würdigung

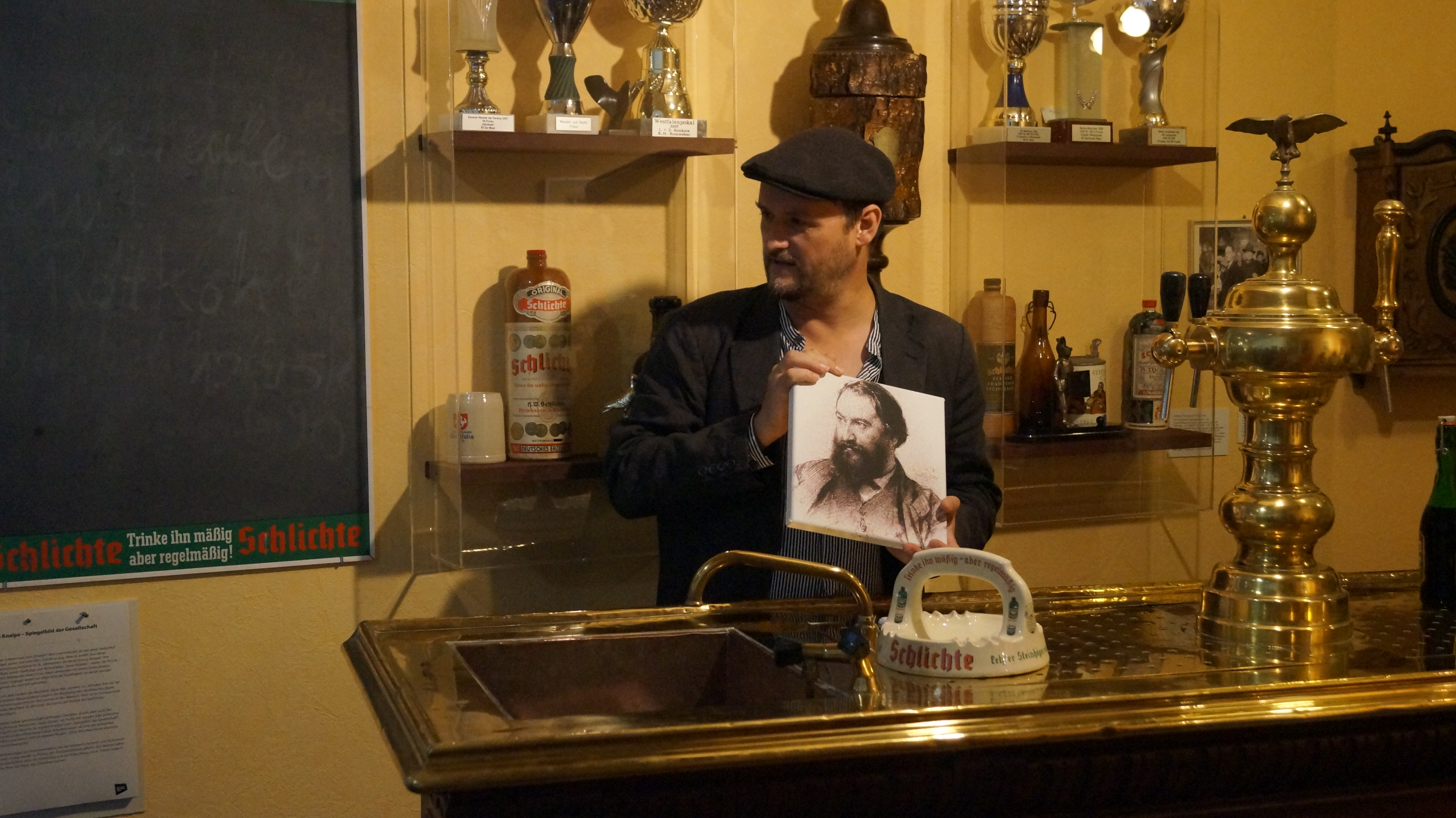
Zeha Schröder (mit Rittershausfoto) spielt Opa Emil im Dortmunder Museum für Kunstgeschichte (2015)

Anlässlich des 200. Gründungstages der Provinz Westfalen erhielt das Theater Freuynde + Gaesdte den Auftrag, für das Museum für Kunst- und Kulturgeschichte Dortmund ein „Westfalenstück“ zu entwickeln. Bei der Recherche zum Thema entdeckte der Theaterleiter Zeha Schröder, dass er selbst ein naher Verwandter des Schöpfers des Westfalenliedes ist. Aus dem ursprünglich geplanten Regionaltheaterstück wurde daraufhin eine sehr persönliche Auseinandersetzung des Autors und Schauspielers mit seiner eigenen Identität als Westfale und Nachfahre.

## Werke (Auswahl)

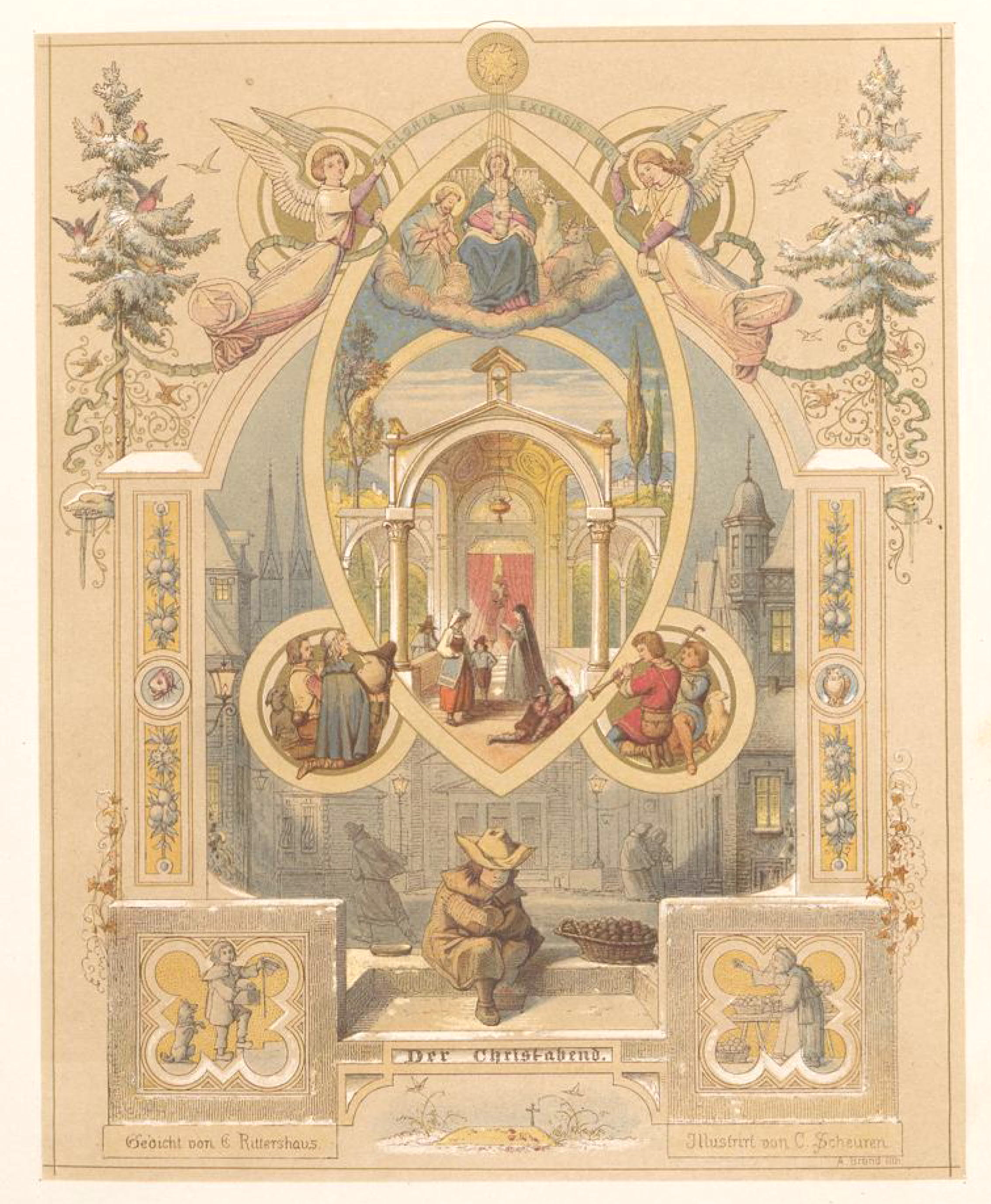
Der Christabend, Illustration von Caspar Scheuren zu Rittershaus’ gleichnamigem Gedicht, 1866

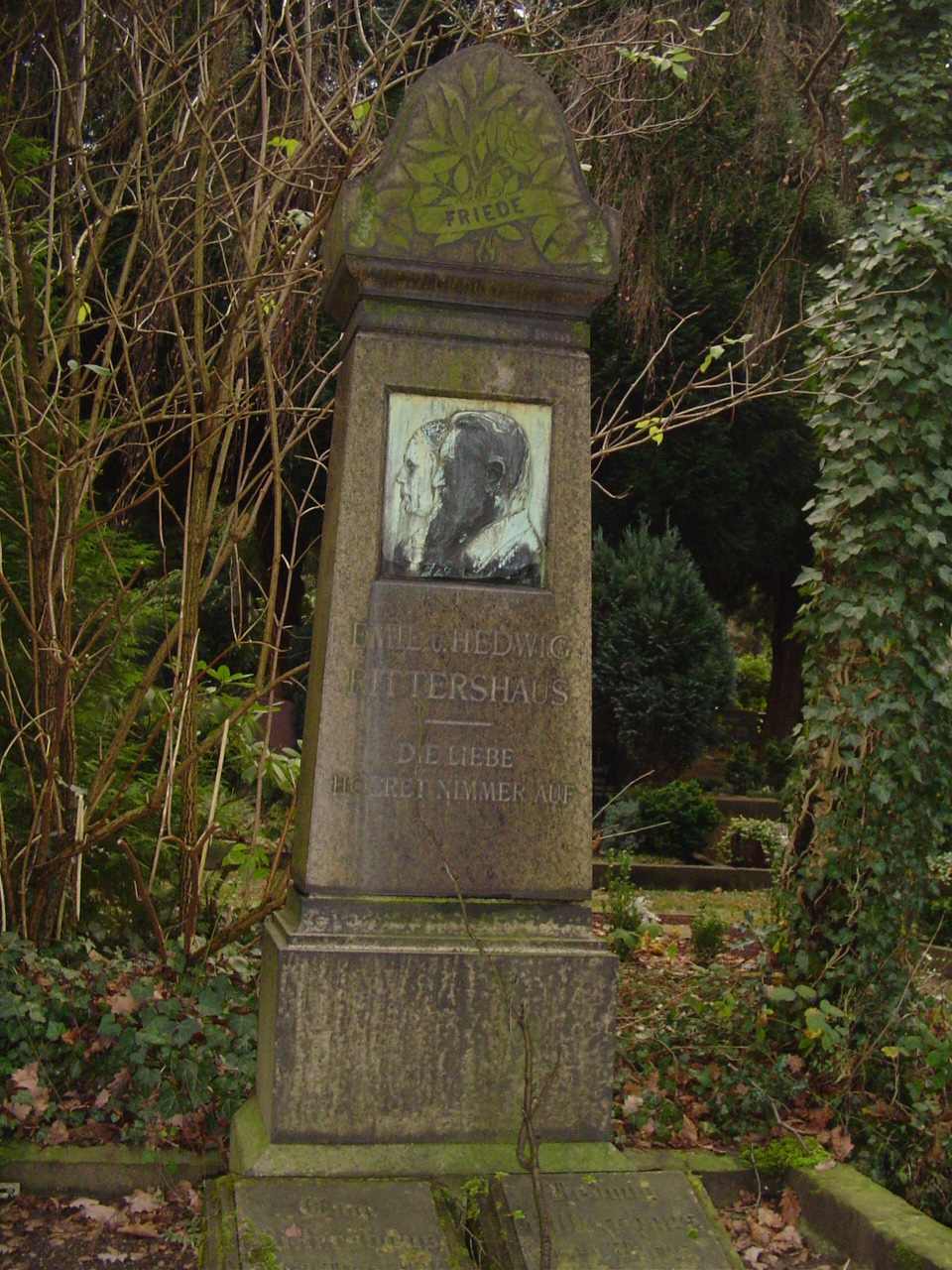
Grab der Eheleute Rittershaus auf dem alten evangelischen Friedhof in Heckinghausen

- Gedichte. Trewendt, Breslau 1856 (Digitalisat der 2., stark vermehrten Aufl. 1858).
- Freimaurerische Dichtungen. Findel, Leipzig 1870 (Digitalisat).
- Neue Gedichte. Keil, Leipzig 1871 (Digitalisat).
- Zur Sedanfeier. Taddel, Barmen 1875.
- Carl Siebel: Dichtungen. Gesammelt von seinen Freunden. Herausgegeben von Emil Rittershaus, Grote, Berlin 1877 (Grote’sche Sammlung von Werken zeitgenössischer Schriftsteller, Band 8).
- Für Oberschlesien. Taddel, Barmen 1880.
- Am Rhein und beim Wein. Gedichte. Keil, Leipzig 1883.
- Aus den Sommertagen. Gedichte. Schulze, Oldenburg 1886.
- Buch der Leidenschaft. Schulze, Oldenburg 1886.
- Theodor Mintrop: König Heinzelmann’s Liebe. Ein Märchen in 70 Bildern. Poetisch eingeleitet von Emil Rittershaus, Reinhardt, Dresden 1875 (Digitalisierte Ausgabe der Universitäts- und Landesbibliothek Düsseldorf).